# Бехштетстрас
Бехштетстрас (њем. Bechstedtstraß) општина је у њемачкој савезној држави Тирингија. Једно је од 75 општинских средишта округа Вајмарер Ланд. Према процјени из 2010. у општини је живјело 262 становника. Посједује регионалну шифру (AGS) 16071006.

## Географски и демографски подаци
Бехштетстрас се налази у савезној држави Тирингија у округу Вајмарер Ланд. Општина се налази на надморској висини од 335 метара. Површина општине износи 5,7 km². У самом мјесту је, према процјени из 2010. године, живјело 262 становника. Просјечна густина становништва износи 46 становника/km².